# Mary Dyer
Mary Barrett Dyer (Londra, 1611 – Boston, 1º giugno 1660) fu una quacchera inglese impiccata a Boston per aver ripetutamente disobbedito a una legge che bandiva i Quaccheri dalla colonia.
È considerata l'ultima martire religiosa del Nord America.
Mary Dyer incontrò Anne Hutchinson nel 1637, una predicatrice secondo cui Dio "parla direttamente agli individui" e non esclusivamente attraverso il clero. Dyer si unì alla Hutchinson, venne coinvolta in quella che venne chiamata "eresia antinomista" e insieme lavorarono all'organizzazione di gruppi di uomini e donne dediti allo studio della Bibbia in contrasto con la legge teocratica della Massachusetts Bay Colony.
Nel 1638, Mary Dyer e suo marito William furono cacciati dalla colonia assieme alla Hutchinson. Su consiglio di Roger Williams il gruppo che includeva la Hutchinson e i coniugi Dyers si spostò a Portsmouth nella colonia del Rhode Island. William Dyer firmò il Portsmouth Compact insieme ad altri 18 uomini.
Mary Dyer e suo marito tornarono in Inghilterra con Roger Williams e John Clarke nel 1652, dove Mary Dyer entrò nei Quaccheri (ossia la Religious Society of Friends) dopo aver sentito il sermone di George Fox, fondatore del movimento, ed avervi trovato una assonanza di opinioni con le idee che lei e la Hutchinson avevano da anni. Successivamente lei stessa divenne una predicatrice del movimento Quacchero.
I Dyer tornarono a Rhode Island nel 1657. L'anno dopo Mary andò a Boston per protestare contro la nuova legge che cacciava i Quaccheri, e fu arrestata ed espulsa dalla colonia (suo marito, che non divenne mai Quacchero, non fu arrestato).
Mary Dyer continuò a viaggiare per tutto la Nuova Inghilterra predicando il movimento Quacchero, e fu arrestata di nuovo nel 1658 a New Haven, nel Connecticut. Dopo il suo rilascio, al suo ritorno in Massachusetts per visitare due Quaccheri inglesi che erano stati arrestati, venne a sua volta fermata ancora una volta ed espulsa definitivamente dalla colonia.
Tornò in Massachusetts una terza volta con un gruppo di Quaccheri per disobbedire pubblicamente alla legge, arrestata di nuovo e condannata a morte. Dopo un breve processo altri due Quaccheri furono impiccati ma suo marito, amico del Governatore John Winthrop, riuscì ad ottenere una sospensione della pena all'ultimo minuto contro il volere stesso di Mary (lei aveva infatti rifiutato di abiurare la propria fede).
Venne fatta tornare a Rhode Island, quindi andò a Long Island, a New York, a predicare, ma la sua coscienza la portò a ritornare nel Massachusetts nel 1660 per infrangere la legge contro i Quaccheri. Nonostante le preghiere del marito e della sua famiglia lei rifiutò ancora una volta di dirsi pentita, e venne di nuovo incarcerata e condannata a morte il 31 maggio. Il giorno dopo May Dyer fu impiccata per il crimine di essere una Quacchera nel Massachusetts.
Le sue ultime parole furono "No, io sono tornata sperando che non sareste arrivati a spargere del sangue e avreste abrogato la legge ingiusta che mette al bando, emanata per colpire gli innocenti servi del Signore. Non ho nulla di cui pentirmi".
Una sua statua si trova di fronte al Massachusetts State House a Boston.